# Cercomacroides
Cercomacroides  es un género de aves paseriformes perteneciente a la familia Thamnophilidae, que agrupa a especies nativas de la América tropical (Neotrópico), donde se distribuyen desde el sureste de México a través de América Central y del Sur hasta el centro de Perú, norte y este de Bolivia, sur de la Amazonia y costa noreste de Brasil. Estuvieron hasta recientemente incluidas en el género Cercomacra, de donde fueron separadas (ver Taxonomía). Son conocidas popularmente como hormigueros.

## Etimología
El nombre genérico femenino «Cercomacroides» deriva del género Cercomacra —que se compone de las palabras de griego «kerkos», que significa ‘cola’ y «makros» que significa ‘largo’— y «oidēs»: que significa  ‘que recuerda’.

## Características
Los hormigueros de este género son de tamaño mediano, midiendo entre 14 y 15 cm de longitud, con picos esbeltos, colas largas y escalonadas (que no tienen las puntas blancas en las rectrices, como los Cercomacra) y patrones de plumaje simples: los machos principalmente negros o grises y las hembras pardo o anaranjado-amarillento (y no grises), las alas usualmente con franjas blancas. Tienen una mancha dorsal blanca semi-oculta, más evidente cuando excitados. Son inconspicuos en el sotobosque de bordes de bosques y crecimientos secundarios. Hembras y machos tienen cantos sonoros y distinguidos que se sobreponen en el tiempo de su emisión, pero el canto de la hembra comienza cuando el macho ya está cantando. Construyen nidos en formato de taza profunda con entradas oblicuas.

## Lista de especies
Según la clasificaciones Clements Checklist/eBird, y del Congreso Ornitológico Internacional (IOC) este género agrupa a las siguientes especies, con el respectivo nombre popular de acuerdo a la Sociedad Española de Ornitología (SEO), u otro cuando referenciado:
| Imagen | Nombre científico         | Autor                   | Nombre común         | Estado de conservación | Distribución |
| ------ | ------------------------- | ----------------------- | -------------------- | ---------------------- | ------------ |
|        | Cercomacroides laeta      | (Todd, 1927)            | hormiguero de Willis | LC                     |              |
|        | Cercomacroides parkeri    | (Graves, 1997)          | hormiguero de Parker | LC                     |              |
|        | Cercomacroides tyrannina  | (P.L. Sclater, 1855)    | hormiguero tirano    | LC                     |              |
|        | Cercomacroides serva      | (P.L. Sclater, 1858)    | hormiguero negro     | LC                     |              |
|        | Cercomacroides nigrescens | (Cabanis & Heine, 1859) | hormiguero negruzco  | LC                     |              |
|        | Cercomacroides fuscicauda | (J.T. Zimmer, 1931)     | hormiguero ribereño  | LC                     |              |

## Taxonomía
Un amplio estudio filogenético molecular de la familia Thamnophilidae realizado pot Tello et al. (2014), indicó que el ampliamente difundido género neotropical Cercomacra era polifilético, compuesto de dos clados no directamente hermanados entre sí: el clado "nigricans" formado por las especies Cercomacra manu, C. brasiliana, C. cinerascens, C. melanaria, C. ferdinandi, C. carbonaria  y C. nigricans; y el clado "tyrannina" formado por nigrescens, laeta, parkeri, tyrannina y serva. El clado "tyrannina" está hermanado con el género Sciaphylax, y este grupo con un clado formado por Drymophila e Hypocnemis. Como no había un nombre disponible para designar al clado "tyrannina", fue propuesto el nuevo nombre Cercomacroides. La modificación taxonómica fue aprobada en la Propuesta N° 638 al Comité de Clasificación de Sudamérica (SACC).
El taxón C. fuscicauda, que era tratado como subespecie, fue recientemente separado de C. nigrescens con base en las diferencias de vocalización del macho y de plumaje de la hembra, evidenciadas por Mayer et al. (2014), lo que fue aprobado en la Propuesta N° 636 al SACC.